# Колонада
Колонада представлява коридор с колони (на латински: columna – колона), който, за разлика от аркадата и арката, има прав антаблемент – архитрав. Тя съответства на портика в първоначалното значение на термина.

## История
Колонадите са били известни още в архаични времена и са били изграждани не само в светилища, но и с цел обграждане на обществени пространства като напр. атинската агора. Те са били обозначавани като стоа. Древни комплекси като, например, укрепените с колони тераси на светилището на Херкулес в Палестрина (Пранесте) са забележителни примери. Колонадите също са били важен архитектурен елемент в римското градоустройство. Улиците, по чието продължение са разположени отляво и отдясно колонни коридори, са особено характерни за основаните по римско време градове в Близкия изток.
Колонадите са били използвани в градостроителството в периода на барока и класицизма както като самостоятелни архитектурни съоръжения, така и като съставна част от други постройки. Световноизвестен пример за бароково архитектурно изкуство са колонадите с дълбочина от четири колони от Джовани Лоренцо Бернини, които ограждат от две страни елипсовидната част на площада „Свети Петър“ пред базиликата „Свети Петър“ във Ватикана.

## Примери
В Централна Европа колонадите са били използвани във възраждащия се класицизъм от 19 век предимно в курортната архитектурата (виж напр. Зюлт или Карлсбад). Карл Фридрих Шинкел преоткрива колонадата като архитектурен елемент на хуманистичния образователен идеал през романтизма.
В Берлин известна забележителност е „колонадният двор“ на Музейния остров, завършен през 1860 г. по дизайн на Фридрих Август Щюлер. Друг известен пример са кралските колонади, построени от Карл фон Гонтард през 1780 г. върху моста „Кьонигсбрюке“ (на бълг. Кралски мост) на централния площад Александерплац в Берлин, които от началото на 20 век се намират в парка „Клайстпарк“. На ул. Моренщрасе (Mohrenstrasse) в Берлин се намират колонади, които все още се намират на оригиналното си местоположение (от 1787 г. насам) – т.нар. „Моренколонади“ от Карл Готхард Лангханс.